# Robert Toombs
Robert Augustus Toombs (Wilkes County (Georgia), 2 juli 1810 -15 december 1885) was senator voor de staat Georgia en tijdens de Amerikaanse Burgeroorlog minister van Buitenlandse Zaken en generaal van de Geconfedereerde Staten van Amerika. Hij raakte gewond tijdens de Slag bij Antietam. Hij kon krijgsgevangenschap ontlopen door te vluchten naar Europa. Toen de reconstructieperiode ten einde liep in 1877 nam hij zijn politieke loopbaan opnieuw op.

## Vroege jaren
Robet Toombs werd geboren op 2 juli 1810 in Washington, Georgia. Hij was het vijfde kind van Robert Toombs en Catherine Huling die een grote plantage hadden. Zijn vader overleed toen hij vijf jaar oud was. Na enkele jaren privé-onderwijs gekregen te hebben, vervolgde hij zijn studies aan de Franklin College van de University of Georgia. Tijdens zijn studies was hij lid van de Demosthenian Literary Society. Na een incident werd hij van de universiteit gestuurd. Hij werd toegelaten tot de Union College in Schenectady, New York waar hij in 1828 afstudeerde. Toombs keerde terug naar het zuiden om aan de University of Virginia Law School rechten te studeren.

### Huwelijk
Kort na zijn toelating tot de balie van Georgia op 18 november 1830, huwde hij met zijn jeugdliefde Martha Juliann ("Julia") DuBose (1813–1883). Ze kregen samen drie kinderen. Lawrence Catlett (1831–1832) stierf aan roodvonk. Mary Louisa (1833–1855) die overleed in het kraambed samen met haar kind. Sarah (Sallie) (1835–1866) huwde met Dudley M. DuBose, een verre neef. Zij stierf ook in het kraambed bij de geboorte van haar vijfde kind.

## Vroege rechterlijke en politieke loopbaan
Toombs werkte vanaf 1830 als advocaat. Hij ambieerde ook een politieke loopbaan en stelde zichzelf verkiesbaar voor het parlement van Georgia. Hij zetelde drie keer tussen 1837 en 1843. In 1844 werd hij verkozen tot lid van het Huis van Afgevaardigden voor de Democratische Partij. Hij werd verschillende keren herverkozen. In 1853 werd hij lid van de senaat voor zijn thuisstaat Georgia. Daar zou hij een hechte samenwerking uitbouwen met zijn oude  vriend Alexander Stephens. Hun politieke bondgenootschap definieerde de houding van hun thuisstaat in het midden van de 19de eeuw. Beide heren waren een sterk voorstander van de individuele rechten van de staten en werden een nationale Whig. Nadat deze partij opgegeven werd, stond Toombs aan de wieg de Constitutional Union Party. Deze partij was weliswaar geen lang leven beschoren. Toombs verwelkomde Texas als de 28ste staat maar was fel gekant tegen de Mexicaans-Amerikaanse oorlog. 

## Van Unionist naar Confederate
Tijdens de jaren 1840 en 1850 probeerde Toombs de het nationale beleid te verzoenen met zijn persoonlijke en politieke overtuigingen. Samen met Alexander Stephens en Howell Cobb verdedigde hij Henry Clays Compromis van 1850 tegen verschillende Zuidelijke parlementsleden die secessie als enig alternatief beschouwden om de problematiek rond slavernij op te lossen. Hij sprak zich uit tegen de Nashville Convention, voerde oppositie tegen de secessionisten in zijn thuisstaat en hielp mee aan de Georgia platform in 1850. Telkens nam hij een pragmatische houding aan om problemen op te lossen.
Tussen 1853 en 1861 zetelde Toombs in de Senaat. Toen de Constitutional Union Party op sterven na dood was, trad hij met enige scepsis toe tot de Democratische partij. In 1854 stemde hij voor de Kansas-Nebraska Act, waarbij de Kansas Territory werd toegelaten als een slavenstaat. Zijn overtuiging dat alle disputen tussen de staten kon opgelost worden op federaal niveau zou tegen het einde van de jaren 1850 sterk verminderen.

## Het ontstaan van de Geconfedereerde Staten van Amerika

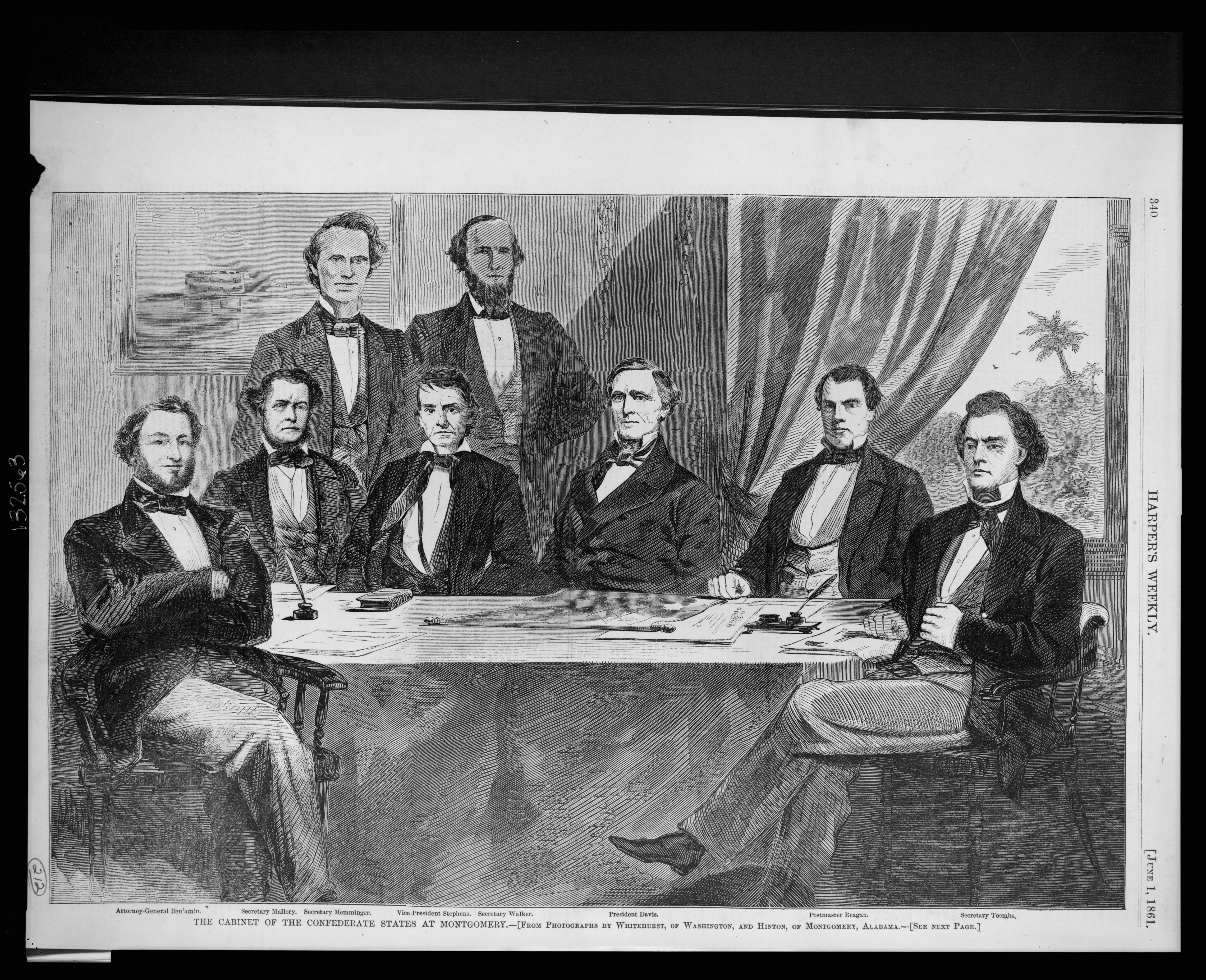
Het eerste kabinet van de Geconfedereerde Staten van Amerika. L-R: Judah P. Benjamin, Stephen Mallory, Christopher Memminger, Alexander Stephens, LeRoy Pope Walker, Jefferson Davis, John H. Reagan en Robert Toombs.

Tijdens de presidentsverkiezingen van 1860 steunde Toombs John C. Breckinridge. Na de verkiezing van Abraham Lincoln in november 1860 probeerde Toombs de gemoederen te bedaren. In januari 1861 nam hij uiteindelijk toch ontslag als senator. Hij keerde terug naar Georgia en samen met gouverneur Joseph E. Brown pleitte hij voor onmiddellijk secessie van de Verenigde Staten.

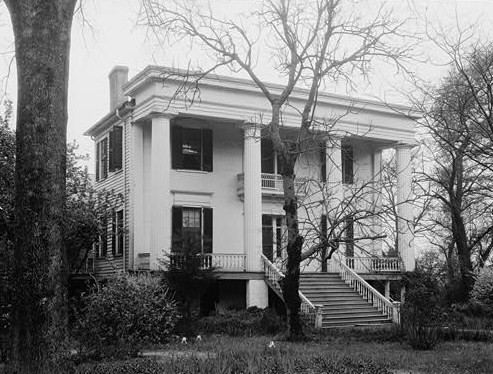
Zijn huis in Washington, Georgia, een foto uit 1934.

Toombs werd gezien als een mogelijke kandidaat  voor het presidentschap van de Confederatie, maar de keuze viel uiteindelijk op Jefferson Davis. Deze nam Toombs op in zijn regering als minister van Buitenlandse Zaken. Toombs was de enige in de regering Davis die protest aantekende tegen de ramkoers die onvermijdelijk werd toen de regering besloot Fort Sumter aan te vallen. Na vijf maanden nam deze echter al ontslag uit onvrede met zijn ondergeschikte rol en na onenigheid met president Davis.

## Militaire loopbaan
Hij nam dienst in het Confederate States Army en kreeg op 19 juli 1861 de rang van brigadegeneraal. Hij diende initieel als commandant van een brigade in het Army of the Potomac. Daarna maakte zijn brigade deel uit van David R. Jones' divisie in het Army of Northern Virginia. Hij nam deel aan de Schiereilandveldtocht, de Zevendagenslag, de Veldtocht in noordelijk Virginia en de Marylandveldtocht. Tijdens de Slag bij Antietam raakte hij gewond aan zijn hand terwijl zijn brigade Burnside's Bridge verdedigde.
Op 3 maart 1863 nam hij ontslag uit het Confederate States Army en keerde hij terug naar Georgia. Hij nam dienst in het 3rd Cavalry van de Georgia Militia en kreeg de rang van kolonel. Toombs werd al snel bevorderd tot brigadegeneraal en werd de adjudant  en inspecteur-generaal in de divisie van generaal-majoor Gustavus W. Smith. Hij had scherpe kritiek op Davis en het kabinet en verzette zich tegen de algemene dienstplicht en het opschorten van habeas corpus. Zijn laatste wapenfeit was de verdediging van een brug tijdens de Slag bij Columbus op 16 april 1865.
Toombs werd op 10 mei 1865 gearresteerd in Irwinville, Georgia. Hij kon ontsnappen en nam een boot naar Europa. Samen met P.G.T. Beauregard en Julia Colquitt, echtgenote van een andere Zuidelijke generaal, bereikten ze Parijs in juli 1865.

## Latere jaren en overlijden
Zijn echtgenote keerde eind 1866 terug naar Georgia na het overlijden van hun dochter Sallie Toombs DuBose. Ze hielp haar schoonzoon met de opvoeding van haar kleinkinderen. Toombs keerde terug in 1867. Hij weigerde amnestie, kreeg nooit zijn burgerrechten terug en zou geen politiek mandaat meer uitvoeren op nationaal niveau.
Toombs en zijn schoonzoon, Dudley M. DuBose hadden samen een succesvol advocatenkantoor. Zijn schoonzoon werd verkozen voor de Democratische partij in het federaal congres. Toombs kreeg opnieuw invloed in zijn thuisstaat en lag aan de basis van de constitutionele conventie in Georgia van 1877 toen de Noordelijke bezettingstroepen zich hadden terug getrokken. Hij bleef de pragmatische politicus van voor de oorlog en bouwde al snel een reputatie op waarbij hij gezien werd als één van de beste politieke leiders van Georgia.
1883 was zijn annus horribilis. In maart overleed zijn schoonzoon aan een hartaanval en stierf zijn vriend en bondgenoot Alexander Stephens. In september verloor hij zijn vrouw. Toombs gleed weg in een depressie, leed aan drankmisbruik en werd uiteindelijk blind.
Hij overleed op 15 december 1885. Hij werd begraven in Resthaven Cemetery in Wilkes County, Georgia naast zijn vrouw, dochter en schoonzoon.
- Bibliothèque nationale de France: cb144650403 (data)
- Gemeinsame Normdatei: 1021250325
- International Standard Name Identifier: 0000 0000 7391 4197
- Library of Congress Control Number: n81132208
- MusicBrainz: 08381e66-4e15-4269-8f1c-7824532eeb8d
- Nationale Bibliotheek van Israël: 987007271737705171
- Nederlandse Thesaurus van Auteursnamen: 071369015
- SNAC: w6rj4w0f
- Système universitaire de documentation: 080897983
- Biographical Directory of the United States Congress: T000313
- Virtual International Authority File: 16101311
- WorldCat: E39PBJqk9hjHxbTRDbmvjtRqcP